# Tranutjärnen (Idre socken, Dalarna)
Tranutjärnen är en sjö i Älvdalens kommun i Dalarna och ingår i Dalälvens huvudavrinningsområde.